# Biblioteka Narodowa Republiki Baszkortostanu
Biblioteka Narodowa Republiki Baszkortostanu – biblioteka narodowa w Ufie w Baszkortostanie nazwana imieniem Zeki Velidi Togana.

## Historia
Pierwsza biblioteka publiczna została otwarta w Ufie 25 marca 1836 roku, a jej założycielem był gubernator Awksientij Gurwicz. Data ta została przyjęta za datę założenia Biblioteki Narodowej, która w 2011 roku obchodziła 175–lecie istnienia.  
Zbiory liczyły 438 woluminów i były udostępniane bezpłatnie w czytelni, a za niewielką opłatą również wypożyczane do domu. W 1876 roku zbiory wzrosły do 2135, a w 1890 roku do 3785 woluminów. 
W 1868 roku powstała w Ufie kolejna publiczna prywatna czytelnia kupca Błochina. Jej zbiory liczyły 2000 tomów, a liczba stałych czytelników wynosiła 250 osób. Większość jej zbiorów zachowało się w zbiorach Biblioteki Narodowej. 
9 czerwca 1921 roku została otwarta Centralna Biblioteka Naukowa BASRR. Jej zbiory liczyły wówczas około 17 600 książek. W 1925 roku jej nazwa została zmieniona na Państwowa Biblioteka Naukowa Baszkirskiej Autonomicznej Socjalistycznej Republiki Radzieckiej (BASRR). W 1933 roku połączono ją z Centralną Biblioteką Muzułmańską, a w 1936 roku stała się częścią Centralnej Bibliotekę Publiczną imienia Maksyma Gorkiego i zaczęto nazywać ją Republikańską Biblioteką BASRR. W 1960 roku biblioteka otrzymała imię Nadieżdy Krupskiej. W 1988 roku republikańskie biblioteki dziecięce i młodzieżowe stały się filiami biblioteki. W 23 lipca 1992 roku biblioteka otrzymała nazwę Biblioteka Narodowa imienia Zeki Velidi Togana. 
Gdy w 2015 roku powstała Narodowa Biblioteka Elektroniczna Narodowa Biblioteka Republiki Baszkortostanu znalazła się w gronie 27 bibliotek regionalnych, których zbiory włączono do projektu.  